# Sint-Jozefkapel (Roggel)
De Sint-Jozefkapel is een kapel in Roggel in de Nederlandse gemeente Leudal. De kapel staat aan de Neerderweg, vlak bij de splitsing met de Kloosterstraat en de Heverstraat in het noordoosten van het dorp.
De kapel is gewijd aan de heilige Jozef van Nazareth.

## Geschiedenis
In 2017 kreeg de kapel een opknapbeurt.

## Gebouw
De bakstenen kapel is opgetrokken op een rechthoekig plattegrond en wordt gedekt door een verzonken zadeldak met pannen. De frontgevel en achtergevel zijn een tuitgevel, waarbij de frontgevel een verbrede aanzet heeft en op de top een smeedijzeren kruis. Op de frontgevel is een bord met de tekst h. Jozef b.v.o. aangebracht (BVO = bid voor ons). In de frontgevel bevindt zich de segmentboogvormige toegang die wordt afgesloten met een houten deur met venster.
Van binnen is de kapel gestuukt. In de achterwand is een nis aangebracht met daarin het Jozefbeeld.